# Leury
Leury è un comune francese di 107 abitanti situato nel dipartimento dell'Aisne della regione dell'Alta Francia.

## Società
.

### Evoluzione demografica
Abitanti censiti

## Immagini di Leury

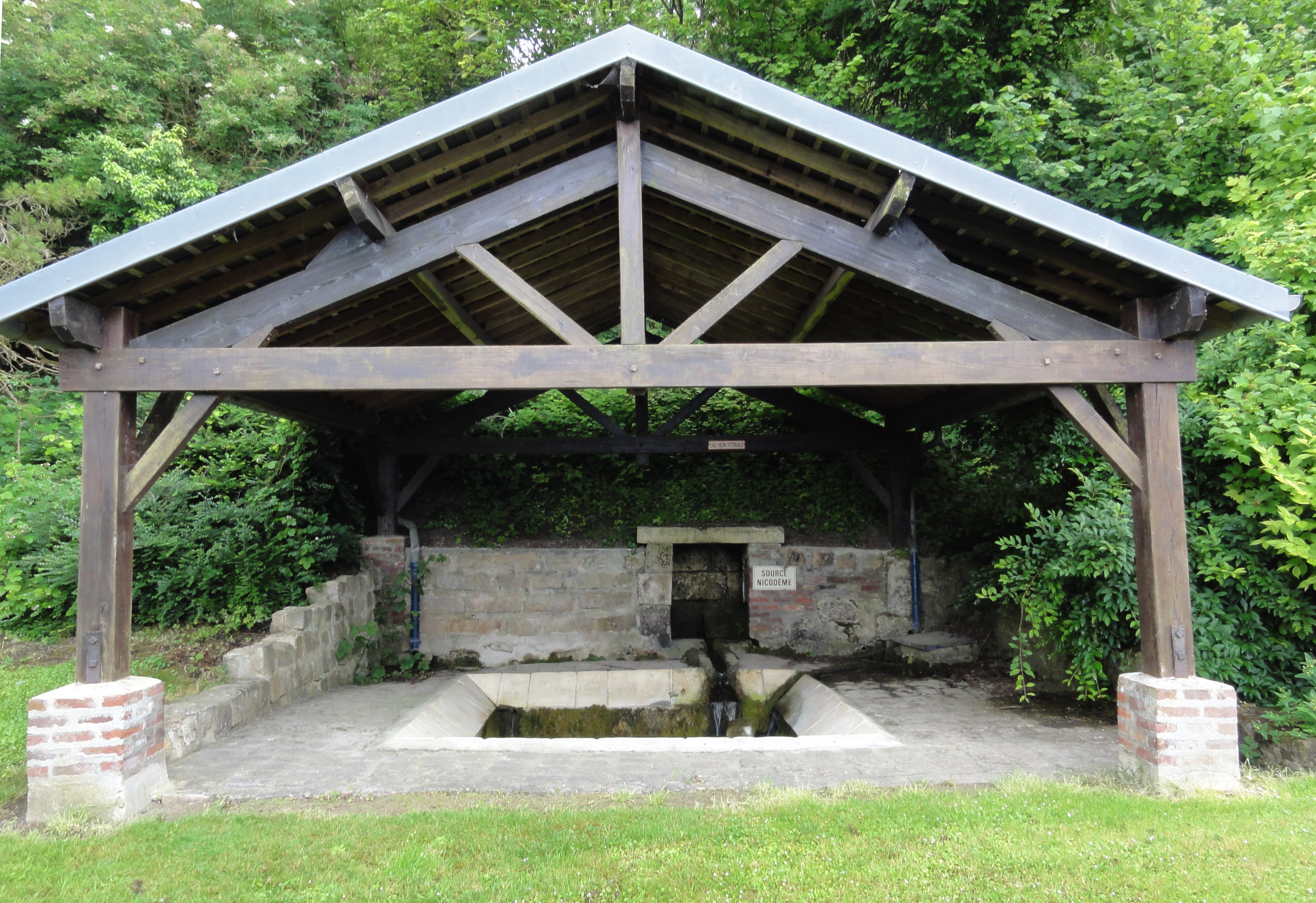
Lavatoio-sorgente Nicodemo.
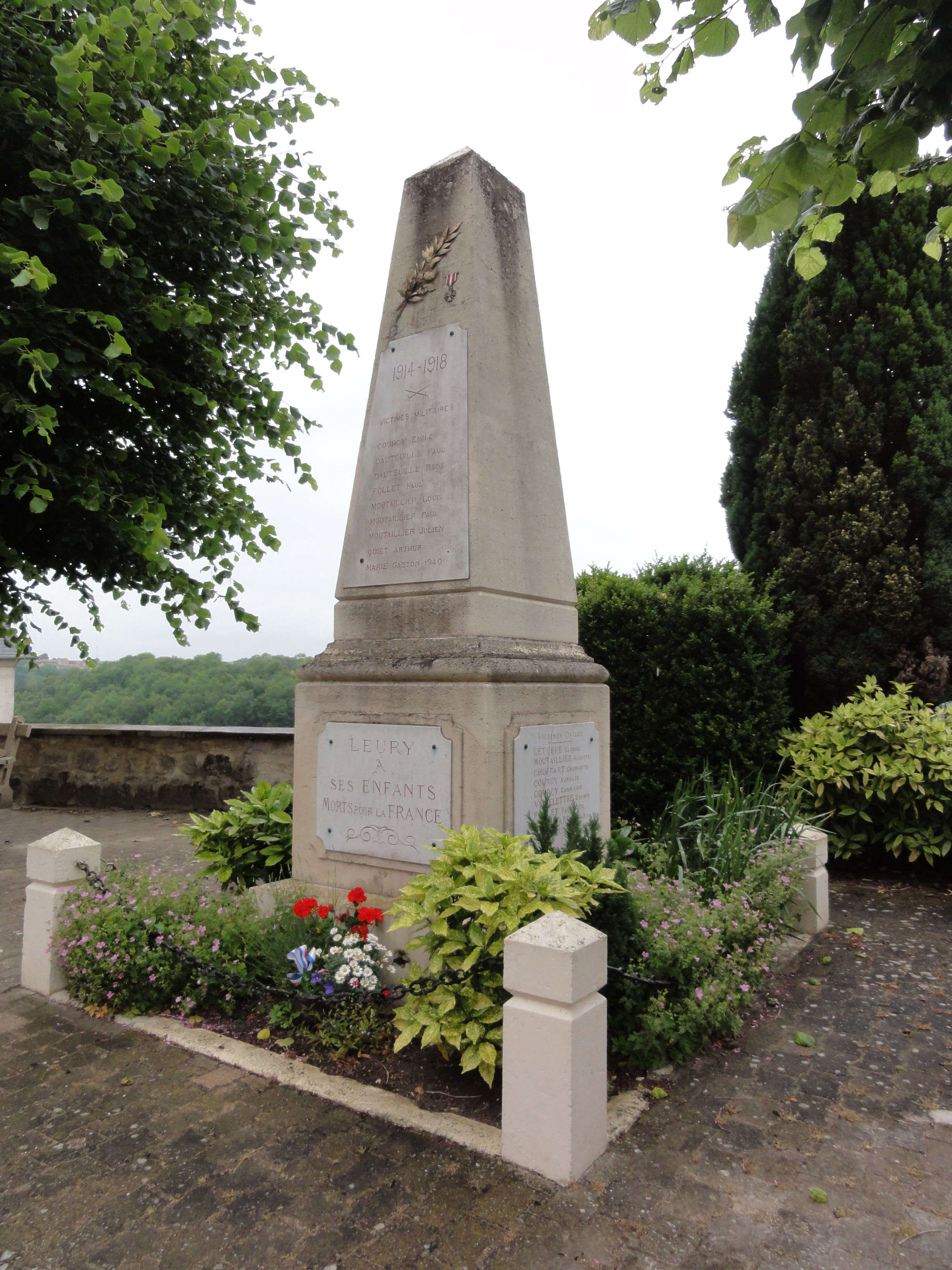
Monumento ai caduti.
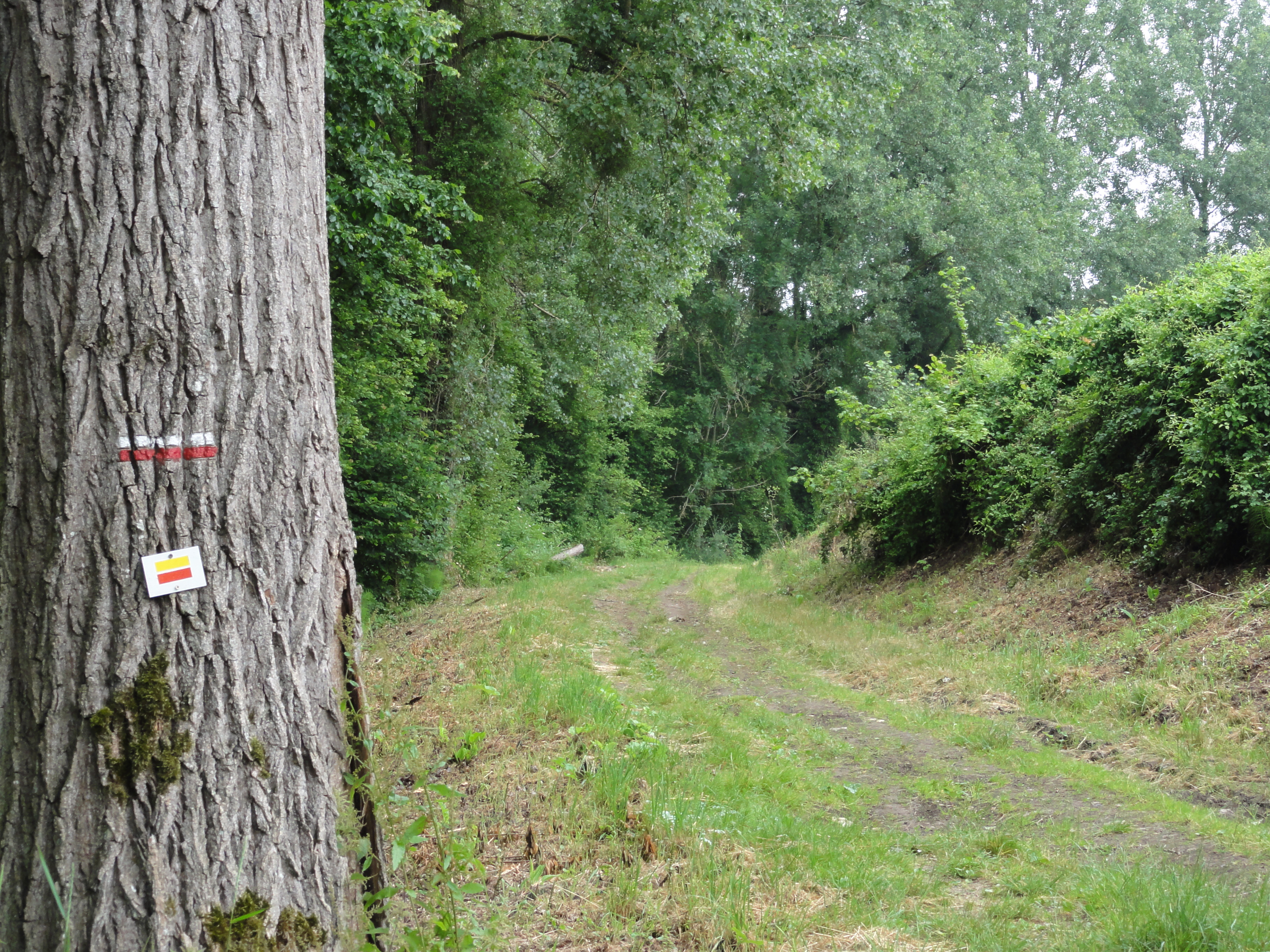
Sul GR 12.